# 曹國 (昭武九姓)

地圖，包括呼羅珊，河中地區，以及巴克特里亞。

曹國，粟特九姓胡所建的国家。故地位于今塔吉克斯坦北部的列宁纳巴德西南乌腊提尤别及其以西一带伊斯塔拉夫尚（Istaravshan），都城建在忸密水之南。
本汉康居属地。南北朝时立国。隋唐时曹国为中亚昭武九姓国之一。隋炀帝时，曾遣使朝贡。其王为康国王族的分支，故而附属于康国。康国王令子乌建统领。
自六世纪后期即为西突厥汗国所统治，唐朝时分东、中、西曹。东曹亦作苏对沙那，又作率都沙那、苏都识匿、乌什鲁沙纳，地在飒秣建与俱战提之间，治汉时贰师城（今塔吉克斯坦杜尚别北乌腊提尤别）；中曹又译作呵跋檀、伽不单、劫布呾那等，在西曹东，康国北，治迦底真城；西曹即隋时曹国，治瑟底痕城（今乌兹别克斯坦撒马尔罕的西北伊什特汉）。地在飒秣建西北，瑟底痕城东有越于底志。都城方三里，兵千余人。居民好音乐歌舞，善商贾。俗信祆教，民以农为主，兼营畜牧。城内有得悉神祠，内设金质祭器，上有“汉天子所赐”题款。
曹国地处费尔干纳盆地至阿姆河下游之间的交通要道上，故与东方的联系密切。隋朝时开始频遣使贡方物。唐高祖武德年间，东曹与康国同遣使入朝。历史上著名的康王乌勒伽即出自西曹。唐朝在东曹国设立贰师州。天宝元年（742年），唐玄宗册封其王哥逻仆罗为怀德王。大食军进驻飒秣建城，天宝十一载（752年），东曹王设阿忽与安国同上表，请击黑衣大食。
东曹国在阿拉伯记载中被称为烏什魯薩那（Ushrusana，也拼寫為 Usrushana 和 Osrushana），其祖先為粟特人，統治期間的起始年代不詳，到公元892年為止。其君主以其阿夫申的頭銜而為後世所知。

## 歷史
东曹国（Ushrusana）位居中亞的一個邊境地區，和伊斯蘭的倭馬亞王朝和早期阿拔斯王朝領土接壤。它的西邊是飒秣建，東邊是俱战提，他北邊不遠則是药杀水。由於它的地理位置，有幾條道路經過，讓這個地方成為旅客經常停下來的地方。該國的地形由平原和山脈組成。某些地區有城鎮，但整體而言，這個地區少有城市化。主要城市是彭吉肯特 ，通常被稱為烏什魯薩那城（City of Ushrusana）。
烏什魯薩那在穆斯林征服河中地區的過程中首次被人提及，河中地區被征服後，有時他們在名義上要順從哈里發，但實際上仍然保持獨立。幾位倭馬亞王朝的總督攻打該國，並取得統治者朝貢，但他們並未實現永久征服。 阿拔斯王朝在公元750年上台後，东曹国的統治者在阿拔斯王朝皇帝阿爾·馬赫迪（約公元775年-785年）和哈倫·拉希德（公元786年-809年）統治期間向哈里發歸順，但看來仍是名義上行為，該地區的人民繼續抗拒穆斯林統治。
在阿巴斯王朝第七代哈里發馬蒙（公元813年-833年）統治期間期間，由於烏什魯薩那公國統治王朝內部爆發爭吵，东曹国被阿巴斯王朝更牢靠的控制住，公元 822年，艾哈邁德·伊本 ·阿比·哈立德·艾哈瓦爾（Ahmad ibn Abi Khalid al-Ahwal）領導的一支穆斯林軍隊征服烏什魯薩那公國，俘虜他們的統治者卡烏斯 伊本 哈拉胡魯，他被送到巴格達，他在當地順從哈里發，並皈依伊斯蘭教。從此時起，雖然东曹国的統治者（阿夫辛）仍被允許以阿拔斯王朝附屬國統治者的身份行使統治權，但人們普遍認為该地已經是直屬阿巴斯王朝的一部分。
卡烏斯·伊本·哈拉胡魯由兒子海達爾（Kaydar）即任，海達爾（Kaydar）曾協助艾哈邁德·伊本·阿比·哈立德·艾哈瓦爾征服东曹国。歷史資料通常將海達爾（Kaydar）簡稱為“阿夫申，al-Afshin（阿夫申）”， 他決定加入阿拔斯王朝的行列，並得以進入馬蒙的朝廷。他在王朝裡從事軍旅事業，並成為一名哈里發軍隊的指揮官。 阿夫申的追隨者中，有許多是东曹国的本地人。這些人被編入阿巴斯王朝的軍隊，由阿夫申指揮，被稱為烏什魯薩那兵團（Ushrusaniyya）。 然而，阿夫申後來試圖從波斯塔希爾王朝奪取對整個呼羅珊和河中地區的控制權。他甚至暗中支持在塔巴里斯坦，源自納哈萬德的卡倫家族的統治者馬茲雅（請參考巴文德王朝），馬茲雅曾反叛阿拔斯王朝。然而，這個叛亂很快被平定，（阿夫申）的野心因而為阿拔斯王朝所發現。更有甚者，阿夫申被指控為瑣羅亞斯德教信徒，他很快就被監禁，隨後過世。他的繼任者不詳；然而，阿夫申的家族仍繼續統治东曹国，直到公元892年，薩曼尼德帝國統治者伊斯梅爾·本·艾哈邁德殺死东曹国的統治者Sayyar ibn'Abdallah，並將东曹国納入帝國版圖。

## 延伸阅读
[在维基数据编辑]
 《欽定古今圖書集成·方輿彙編·邊裔典·呵跋檀部》，出自陈梦雷《古今圖書集成》
 《欽定古今圖書集成·方輿彙編·邊裔典·曹國部》，出自陈梦雷《古今圖書集成》
 《梁書/卷54》，出自姚思廉《梁書》